# Klassebibliotek
Et klassebibliotek er en samling af klasser beregnet til almindelige programfunktioner såsom filhåndtering, datanetværk og brugergrænseflade (GUIs). De fleste programmeringssprog har et klassebibliotek tilknyttet, men kan sagtens udvides.
| Software | Spire Denne artikel om software og programmering er en spire som bør udbygges. Du er velkommen til at hjælpe Wikipedia ved at udvide den. |